# Juan Luis Cipriani Thorne
Juan Luis Cipriani Thorne (sinh 1943) là một Hồng y người Peru của Giáo hội Công giáo Rôma. Ông từng đảm nhận vị trí Tổng giám mục đô thành Tổng giáo phận Lima trong 20 năm từ năm 1999 đến năm 2019. Ông hiện là Thành viên Hội đồng Kinh tế Tòa Thánh. Trước đây ông còn đảm nhiệm vị trí Tổng giám mục Ayacucho.

## Tiểu sử
Hồng y Thorne sinh ngày 28 tháng 12 năm 1943 tại Lima, Peru. Sau quá trình tu học, ngày 21 tháng 8 năm 1977, ông được phong chức linh mục cho Opus Dei.
Ngày 23 tháng 5 năm 1988, Tòa Thánh loan báo tin tuyển chọn linh mục Thorne làm Giám mục Hiệu tòa Turuzi, chức danh Giám mục Phụ tá Tổng giáo phận Ayacucho (tên đầy đủ là Ayacucho o Huamanga). Tân giám mục đã được tấn phong sau đó vào ngày 3 tháng 7 cùng năm. Các giáo sĩ thực hiện nghi thức gồm chủ phong là Hồng y Juan Landázuri Ricketts, O.F.M., Tổng giám mục Lima; Hai vị phụ phong gồm Tổng giám mục Luigi Dossena, Sứ thần Tòa Thánh Peru và Tổng giám mục Aycacucho Federico Richter Fernandez-Prada, O.F.M. Tân giám mục chọn cho mình khẩu hiệu: Consummati in unum.
Từ ngày 23 tháng 5 năm 1991, ông đảm nhiệm cương vị Giám quản Tông Tòa Aycacucho. Ngày 13 tháng 5 năm 1999, Tòa Thánh loan báo chọn Giám mục Thorne làm Tổng giám mục chính tòa Ayacucho. Được gần bốn năm, Tòa Thánh chọn ông làm Tổng giám mục Lima.
Trong Công nghị Hồng y 2001 cử hành ngày 21 tháng 2, Giáo hoàng Gioan Phaolô II vinh thăng Tổng giám mục Thorne tước vị Hồng y Nhà thờ San Camillo de Lellis. Ba ngày sau, ông đã đến nhận nhà thờ hiệu tòa của mình. Từ ngày 3 tháng 2 năm 2007, ông là thành viên Hội đồng Hồng y nghiên cứu vấn đề Tổ chức Kinh tế Tông Tòa, cho đến ngày 24 tháng 2, khi hội đồng này giải tán. Sau đó, ngày 8 tháng 3 cùng năm, ông được chọn làm Thành viên Hội đồng Kinh tế mới thành lập.
Ngày 25 tháng 1 năm 2019, Tòa Thánh loan tin chấp thuận đơn xin về hưu của ông vì lý do tuổi tác, theo Giáo luật.